# Jaime Jordán de Urríes Fernández
Jaime Jordán de Urríes Fernández (Oviedo, 2 de febrer de 1977) és un exfutbolista asturià, que ocupava la posició de migcampista. Ha estat internacional sub-21 amb la selecció espanyola.

## Trajectòria
Provinent del Real Avilés, passa al planter del Reial Oviedo, puja al primer equip a la campanya 96/97. A poc a poc es va consolidant en el planter ovetenc, fins a assolir la titularitat la temporada 01/02, amb els asturians a Segona Divisió.
Després del descens de l'Oviedo, el 2003 recala a la UD Salamanca, on qualla una discreta primera temporada i una destacable segona, en la qual seria titular i jugaria 40 partits. Però l'equip castellà baixa a Segona B i Jaime fitxa per la SD Eibar, amb qui viuria un altre descens a la categoria de bronze. Aquesta vegada, però el migcampista seguiria a la disciplina basca.
Passa la temporada 07/08 a l'Oviedo Astur i a l'estiu del 2008 recala al Marino de Luanco. En total, l'ovetenc acumula més de 200 partits entre Primera i Segona Divisió.